# Halowe Mistrzostwa Europy w Lekkoatletyce 1986 – bieg na 200 m mężczyzn
Bieg na 200 metrów mężczyzn – jedna z konkurencji biegowych rozgrywanych podczas halowych lekkoatletycznych mistrzostw Europy w hali Palacio de Deportes w Madrycie. Eliminacje i półfinały zostały rozegrane 22 lutego, a bieg finałowy 23 lutego 1986. Zwyciężył reprezentant Wielkiej Brytanii Linford Christie. Tytułu zdobytego na poprzednich mistrzostwach nie bronił Stefano Tilli z Włoch.

## Rezultaty

### Eliminacje
Rozegrano 5 biegów eliminacyjnych, do których przystąpiło 18 biegaczy. Awans do półfinałów dawało zajęcie pierwszego miejsc w swoim biegu (Q). Skład półfinałów uzupełniło trzech zawodników z najlepszym czasem wśród przegranych (q).
Opracowano na podstawie materiału źródłowego.
Bieg 1
| Miejsce | Zawodnik             | Czas  | Uwagi |
| ------- | -------------------- | ----- | ----- |
| 1       | Aleksandr Jewgienjew | 21,23 | Q     |
| 2       | Linford Christie     | 21,42 | q     |
| 3       | Daniel Sangouma      | 21,72 | q     |
| 4       | Luís Cunha           | 22,02 |       |

Bieg 2
| Miejsce | Zawodnik          | Czas  | Uwagi |
| ------- | ----------------- | ----- | ----- |
| 1       | Ronald Desruelles | 21,83 | Q     |
| 2       | Jacek Licznerski  | 21,90 |       |
| 3       | Angelos Angelidis | 22,51 |       |
| –       | Ade Mafe          | DNS   |       |

Bieg 3
| Miejsce | Zawodnik         | Czas  | Uwagi |
| ------- | ---------------- | ----- | ----- |
| 1       | Norbert Dobeleit | 21,78 | Q     |
| 2       | Carlos Turró     | 22,05 |       |
| 3       | Lars Pedersen    | 22,08 |       |
| 4       | Yann Quentrec    | 23,09 |       |

Bieg 4
| Miejsce | Zawodnik          | Czas  | Uwagi |
| ------- | ----------------- | ----- | ----- |
| 1       | Juan José Prado   | 21,87 | Q     |
| 2       | Roland Jokl       | 21,92 |       |
| 3       | Anri Grigorow     | 22,01 |       |
| 4       | Marco De Pasquale | 22,42 |       |

Bieg 5
| Miejsce | Zawodnik            | Czas  | Uwagi |
| ------- | ------------------- | ----- | ----- |
| 1       | Mykoła Razhonow     | 21,26 | Q     |
| 2       | Juha Pyy            | 21,78 | q     |
| 3       | Krzysztof Zwoliński | 21,90 |       |
| –       | Andreas Berger      | DNS   |       |

### Półfinały
Rozegrano 2 biegi półfinałowe, w których wystartowało 8 biegaczy. Awans do finału dawało zajęcie jednego z dwóch pierwszych miejsc w swoim biegu (Q).
Opracowano na podstawie materiału źródłowego.
Bieg 1
| Miejsce | Zawodnik             | Czas  | Uwagi |
| ------- | -------------------- | ----- | ----- |
| 1       | Aleksandr Jewgienjew | 21,17 | Q     |
| 2       | Daniel Sangouma      | 21,47 | Q     |
| 3       | Norbert Dobeleit     | 21,60 |       |
| 4       | Juan José Prado      | 22,70 |       |

Bieg 2
| Miejsce | Zawodnik          | Czas  | Uwagi |
| ------- | ----------------- | ----- | ----- |
| 1       | Mykoła Razhonow   | 21,29 | Q     |
| 2       | Linford Christie  | 21,33 | Q     |
| 3       | Ronald Desruelles | 22,04 |       |
| 4       | Juha Pyy          | 22,57 |       |

### Finał
Opracowano na podstawie materiału źródłowego.
| Miejsce | Zawodnik             | Czas  |
| ------- | -------------------- | ----- |
| 1       | Linford Christie     | 21,10 |
| 2       | Aleksandr Jewgienjew | 21,18 |
| 3       | Mykoła Razhonow      | 21,48 |
| 4       | Daniel Sangouma      | 21,78 |